# 電子科
電子科（でんしか）は、電子機器の製作などの基本的な知識と技術を修得させる学科。工業科の専門科目のうち、「電気基礎」、「電子回路」「通信技術」などを中心に学習し情報技術者、通信技術者、回路設計技術者の育成を行う。工業高等学校では、電気科と併設または一体になっている場合が多い。
電波法や電気通信事業法に基づき、無線従事者、電気通信主任技術者、工事担任者の取得または国家試験の科目免除が得られることもある。
一年時は電気回路の直流分野や情報技術の基礎とする科目を勉強し、二年時から電気回路の交流分野やネットワーク技術、電子回路や通信技術を学習する。実習ではプログラミングや電子回路の作成、シーケンス制御などを行う。最終的に工事担任者の試験合格を目標としている学校が多い。
電気科に比べて強電分野・弱電分野・情報システム分野をまんべんなく履修する形態である。さらには電子制御の分野も履修する。

## 専門教科
以下のものは基本的な場合であり、各学校によって学習する教科や学年は一部異なる。

### 1年時
- 生産システム
  - 主に直流回路について学ぶ。オームの法則をはじめ、磁気回路、コンデンサ回路など。
- 情報技術基礎
  - 電子科で重要なプログラミング、論理回路、2進法などを学習する。
- 工業技術基礎
  - 1年次における実習である。電子科の基礎となる電気回路や論理回路、電子回路、プログラミングなどを体験する。

### 2年時
- 生産システム
  - 主に交流回路について学ぶ。複素数を使った計算や三相交流など。工事担任者の試験に向けての学習も行う。
- 電子回路
  - トランジスタやダイオードの種類や増幅回路のような電子回路の基礎を学習する。
- 電子情報技術
  - 中級程度のプログラミング、エンコーダやデコーダのような論理回路を学習する。
- 電子実習
  - 1年次に工業技術基礎で学習したものを、より発展させた内容を体験する。また、ネットワークの実習などもこの学年で行う学校が多い。

### 3年時
- 電子回路
  - 発振回路、電源回路、パルス回路などを学習する。
- 電子情報技術
  - アセンブリ言語や上級的なプログラミングを学習する。
- 電子計測制御
  - シーケンス制御、フィードバック制御などの制御や計測の仕方を学習する。
- 通信技術
  - 有線通信や無線通信の仕組みについて学習する。
- 電子製図
  - 電子機器の設計や制御設備の製図、CADシステムやドラフターによる製図を学習する。
- 電子実習
  - 1年時及び2年時に学習したことを基にさらに発展的な内容を行う。
- 課題研究
  - 小グループで工業に関するテーマをそれぞれ設定し、その課題の解決を図ることを目的とする。
  - 資格取得に向けた学習を行う。
  - 課題研究の成果を発表・展示する。